# Poekilloptera fritillaria
Poekilloptera fritillaria är en insektsart som först beskrevs av Wilhelm Ferdinand Erichson 1848.  Poekilloptera fritillaria ingår i släktet Poekilloptera och familjen Flatidae. Utöver nominatformen finns också underarten P. f. pantherina.